# Lüganuse
Lüganuse è un comune rurale dell'Estonia nord-orientale, nella contea di Ida-Virumaa. Il centro amministrativo del comune è l'omonimo borgo (in estone alevik).
Nel 2017 ha inglobato i comuni di Sonda e Kiviõli.

## Località
Oltre al capoluogo, il comune comprende 12 località (in estone küla):
Aa (140) - Irvala (31) - Jabara (42) - Kopli (24) - Liimala (59) - Lohkuse (13) - Matka (32) - Moldova (27) - Mustmätta (27) - Purtse (310) - Varja (150) - Voorepera (69)

### Aa
Nella parte orientale del comune di Lüganuse sorge il villaggio di Aa (in tedesco Haakhof), sulla costa meridionale del Golfo di Finlandia a dieci chilometri dal capoluogo. Una parte del villaggio, comprendente il castello, è situata sul banco di pietra calcarea dell'Estonia del Nord. Secondo il censimento del 2000 ad Aa vivono 190 persone. Il primo documento che cita Aa risale al 1241, quando venne compiuto un censimento da parte dei danesi che all'epoca dominavano il territorio (Liber Census Daniæ), dove il suo nome è elencato come "Hazæ". Già allora il villaggio era indicato come parte del territorio della parrocchia di Lüganuse. Il maniero di Aa (costruito per la prima volta fra il 1426 e il 1487), è oggi una casa di riposo per anziani. Altri ambienti di Aa degni di nota sono un ex-padiglione da giardino (oggi è una cappella), il parco del maniero (65.000 m2 di superficie, tutta area naturale protetta), un boschetto di pini, il campo per ragazzi della Chiesa Metodista estone e una spiaggia di sabbia.